# Debout la France
Ne doit pas être confondu avec Debout !
Pour les articles homonymes, voir DLF et DLR.
Debout la France (DLF) est un parti politique français fondé par Nicolas Dupont-Aignan sous le nom de Debout la République (DLR), renommé en Debout la France en 2014. Se réclamant du gaullisme, il est classé à la droite (notamment par le Conseil d'État) voire à l'extrême droite de l'échiquier politique.
Entre 1999 et 2008, avant de devenir un parti, Debout la République est un courant du RPR puis de l'UMP. Son président-fondateur, Nicolas Dupont-Aignan, se présente notamment sans succès au congrès de l’UMP de 2004.
Son président se présente ensuite aux élections présidentielles de 2012 et de 2017, où il recueille respectivement 1,8 % et 4,7 % des suffrages exprimés. Au second tour du scrutin de 2017, DLF soutient Marine Le Pen, une association qui prend fin après la défaite de celle-ci.
À partir de 2019, Debout la France connaît une crise politique et financière d’ampleur : quelque 80 responsables du parti et de nombreux adhérents font défection, dénonçant son isolement croissant et rejoignant pour la plupart le Rassemblement national.
En 2024 Nicolas Dupont-Aignan est battu lors des élections législatives, le parti n'est plus représenté à l'Assemblée nationale.

## Historique

### Courant du RPR puis de l'UMP
Debout la République est fondé le 3 février 1999 par Nicolas Dupont-Aignan, en tant que courant « gaulliste authentique » du RPR.
La majorité de ses membres participe à la fondation du Rassemblement pour la France, créé à la suite de la liste souverainiste conduite par Charles Pasqua et Philippe de Villiers aux élections européennes de 1999.
Le courant porté par DLR est relancé une première fois en mai 2000 et devient une passerelle entre les pasquaïens du RPF et les séguinistes du RPR.
Le 7 septembre 2002, DLR est relancé une seconde fois en tant que courant « gaulliste et républicain » de l'UMP, par huit parlementaires.
Le 9 juillet 2003, les parlementaires Jacques Baudot, Nicolas Dupont-Aignan, Patrick Labaune, Lionnel Luca, Étienne Mourrut et François-Xavier Villain présentent les clubs locaux du mouvement. Candidat à la direction de l'UMP en trio « gaulliste et républicain » avec Sylvie Perrin et Christophe Beaudouin, son président Nicolas Dupont-Aignan crée la surprise[réf. nécessaire] au congrès fondateur en obtenant 14,91 % (17 novembre 2002) des suffrages, arrivant deuxième derrière le trio Juppé-Gaudin-Douste-Blazy (79,42 %). Il obtient ensuite 9,10 % au congrès du 28 novembre 2004 (deuxième derrière Nicolas Sarkozy (85,09 %). Debout la République est alors représenté au bureau politique de l'UMP par deux des trente membres élus : Nicolas Dupont-Aignan et Sylvie Perrin, puis par Élisabeth Laithier.
Le 9 mai 2004, la motion de Debout la République obtient 19,7 % au conseil national de l'UMP sur l'Europe. Le 6 mars 2005, DLR ne dépose pas de motion défendant le « non » au projet de Constitution européenne, la motion « L'Europe mérite un « oui » » obtenant 90,8 %.

### Transformation en parti
En janvier 2007, le président de DLR quitte l'UMP et annonce son intention de se porter candidat à l’élection présidentielle de 2007. Dès lors, DLR se structure sur l’ensemble du territoire et participe à la pré-campagne de Nicolas Dupont-Aignan, ce dernier ne parvenant pas à réunir les parrainages nécessaires. Au premier tour, DLR ne soutient aucun candidat, même si Nicolas Dupont-Aignan envisage de soutenir François Bayrou. Pour le second tour, DLR appelle à voter pour Nicolas Sarkozy.
Aux élections législatives suivantes, le parti présente 62 candidats sans alliance avec l'UMP. Cependant celle-ci ne présente pas de candidat face à Nicolas Dupont-Aignan dans la 8e circonscription de l'Essonne, ce qui facilite sa réélection au premier tour. Après cette élection, le président de DLR quitte tout de même le groupe UMP et siégera désormais en tant que non-inscrit. En septembre 2007 DLR accentue la distance prise avec l'UMP en ne se positionnant plus au sein de la majorité présidentielle de Nicolas Sarkozy.
Le congrès fondateur du parti a lieu le 23 novembre 2008. À la Mutualité, lors du meeting qui voit les statuts approuvés et Nicolas Dupont-Aignan être élu président, plus de 1 000 personnes sont présentes, parmi lesquelles des gaullistes et des républicains, mais aussi des anciens du MPF, du MRC et des villepinistes. À cette occasion, le président nouvellement élu annonce qu'il présentera des listes aux élections européennes de 2009.

### Période d’ascension

#### Élections européennes de 2009

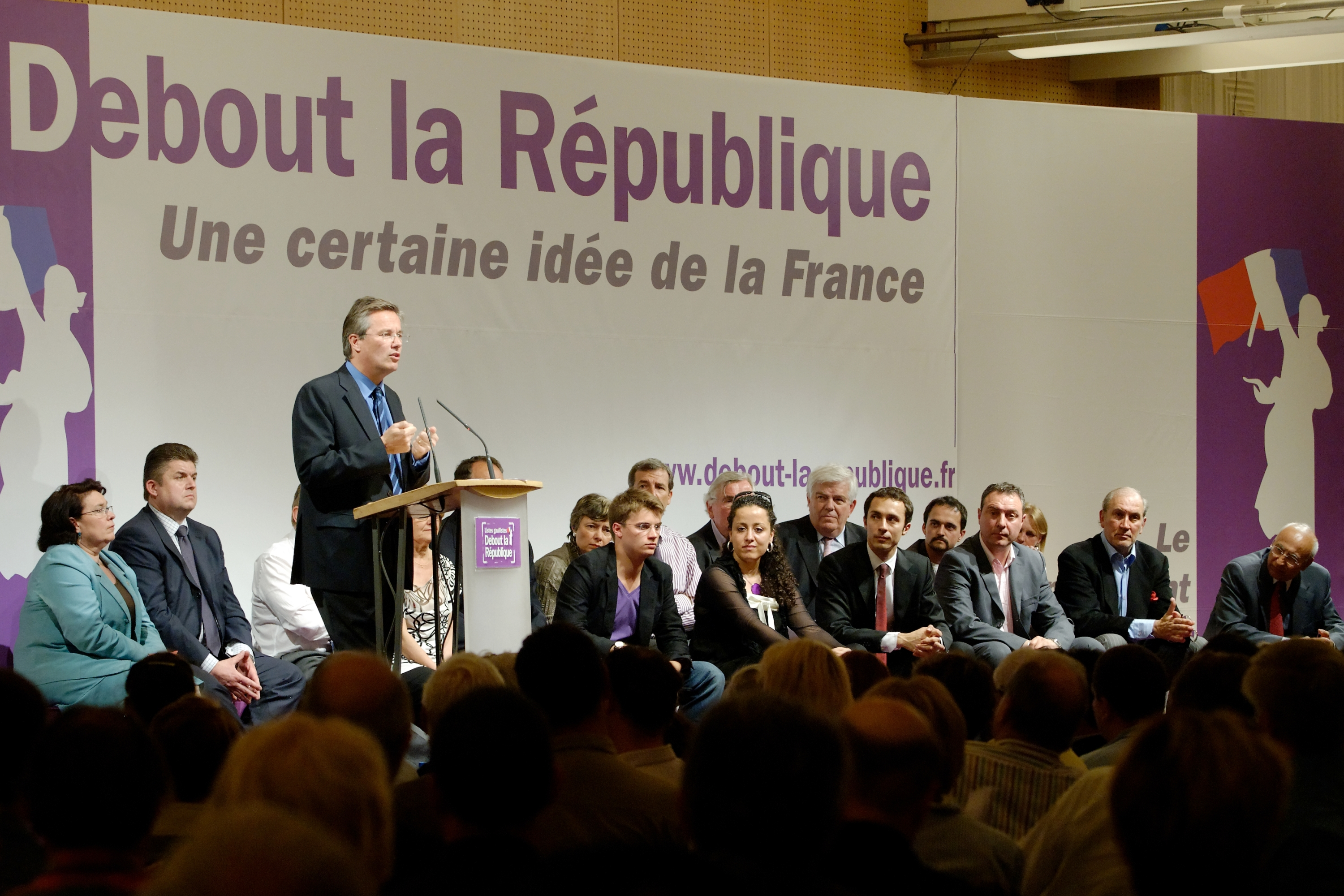
Nicolas Dupont-Aignan et les têtes de listes lors du meeting de fin de campagne, le 2 juin 2009.

Le parti participe pour la première fois à une élection en toute indépendance lors des élections européennes de 2009. Une alliance avec Libertas a été repoussée du fait de certaines positions libérales du parti et ambiguës de Declan Ganley sur la Turquie en Europe. Nicolas Dupont-Aignan déclare : « J'ai beaucoup d'admiration pour Declan Ganley, qui a fait un immense travail pour faire gagner le non en Irlande. Je l'ai rencontré longuement cet été. Nous n'avons pas «conclu» car il est favorable à l'entrée de la Turquie dans l'Europe, hostile à la PAC et partisan d'un libre-échangisme économique total ». Crédité de 0,5 à 2 % dans les sondages, le parti rassemble 1,77 % des suffrages au niveau national (0,59 à 2,44 % dans les différentes circonscriptions), ce qui ne lui permet pas d'obtenir d'élu. La liste Libertas (MPF-CPNT) recueillera 4,80 % des suffrages et un élu. Aux élections européennes de 2009, pour sa première campagne en tant que parti indépendant, Debout la République présente des listes dans les sept circonscriptions européennes métropolitaines. Le parti réalise un score national de 1,77 %, avec 304 769 voix.

#### Élections locales de 2010-2011
Lors de son conseil national du 28 novembre 2009, Debout la République valide les noms des chefs de file pour les élections régionales de mars 2010 et prévoit de présenter des listes dans la moitié des régions seulement, en raison du coût important des campagnes régionales. Le mouvement conclut une alliance avec le CNIP et ne présente finalement des listes que dans trois régions : en Haute-Normandie (1,79 %, aucun élu), en Île-de-France (4,15 %, aucun élu) et en Lorraine où DLR s'allie également avec l'Alliance centriste (2,25 %, aucun élu).
Aux élections régionales de 2010, Debout la République présente des listes dans trois régions :
- en Haute-Normandie où la liste menée par Brigitte Brière obtient 10 237 voix, soit 1,79 % des suffrages exprimés[23] ;
- en Île-de-France où la liste menée par Nicolas Dupont-Aignan obtient 119 844 voix, soit 4,15 % des suffrages exprimés[24], devançant les listes du MoDem et du NPA ;
- en Lorraine où la liste menée par Jean-Luc André obtient 14 861 voix, soit 2,25 % des suffrages exprimés[25].

Aucune liste n'atteint le seuil de 5 % des suffrages exprimés et ne peut donc se qualifier au second tour ni fusionner avec une autre liste. Pour le second tour, Nicolas Dupont-Aignan fait « le choix de l'indépendance » et ne donne aucune consigne de vote.
Pour les élections cantonales de 2011, Debout la République présente une centaine de candidats en France. Sept sont élus conseillers généraux.
En pleine crise grecque, Nicolas Dupont-Aignan se rend à une manifestation à Athènes en juin 2011 pour dénoncer « l’autorité illégitime du FMI et de l’Union européenne ».

#### Élection présidentielle de 2012

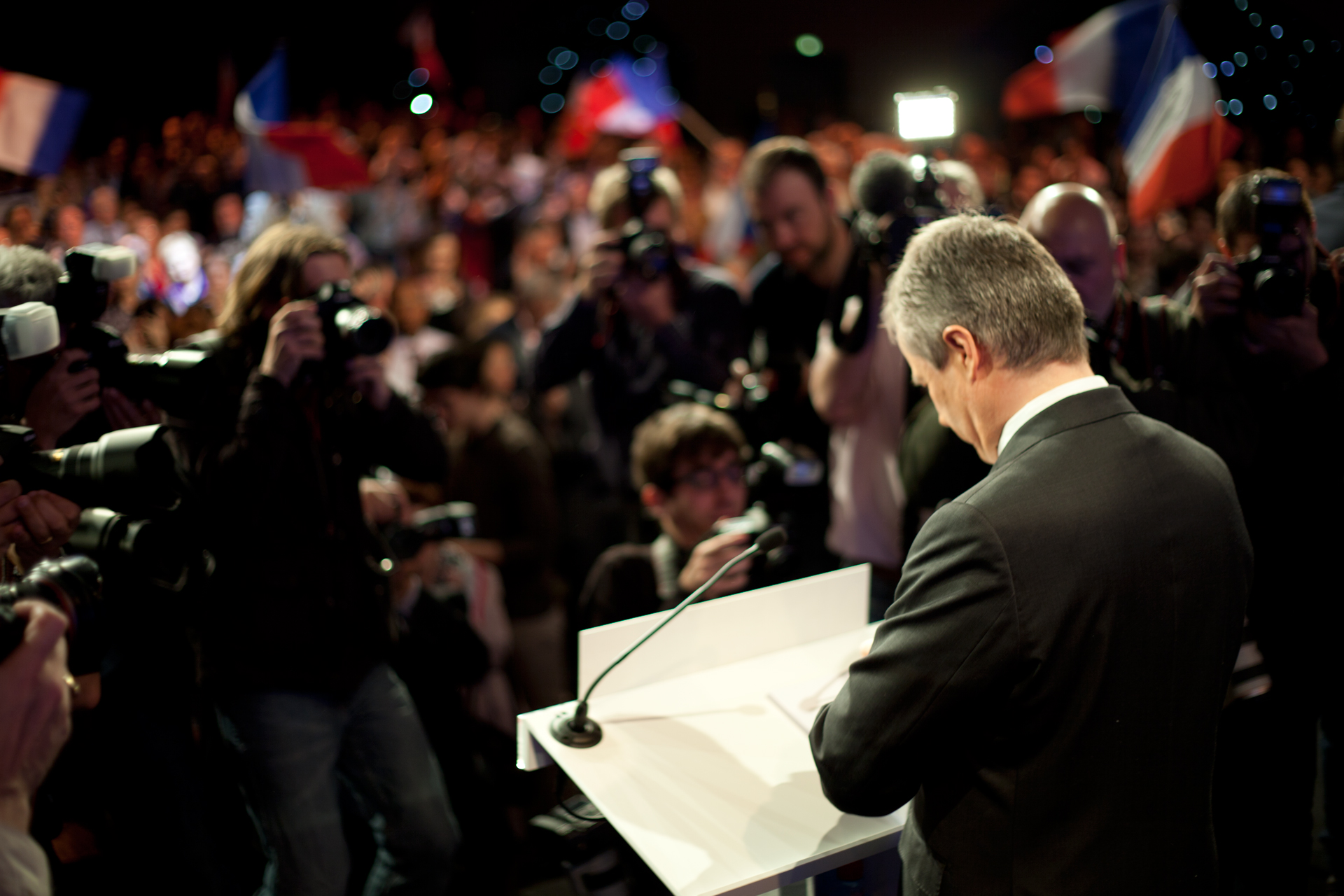
Meeting pour la campagne présidentielle, 25 mars 2012.

En novembre 2010, Nicolas Dupont-Aignan annonce sa candidature à l'élection présidentielle de 2012 lors du deuxième congrès national. Il recueille 708 parrainages de maires et se présente alors pour la première fois à cette élection. Il y pointe l'euro comme la cause de la « misère », des « délocalisations », du « chômage » et de la « pauvreté ». Nicolas Dupont-Aignan est candidat à cette élection au nom de Debout la République. Il totalise 643 907 voix au premier tour, soit 1,79 % des suffrages exprimés. Il arrive septième sur les dix candidats, devançant Jacques Cheminade, Nathalie Arthaud et Philippe Poutou.
En décembre 2012, dans le cadre du financement public des partis politiques et de la deuxième tranche pour l'année 2013, deux députés se déclarent rattachés à Debout la République : Nicolas Dupont-Aignan et Lionnel Luca,.

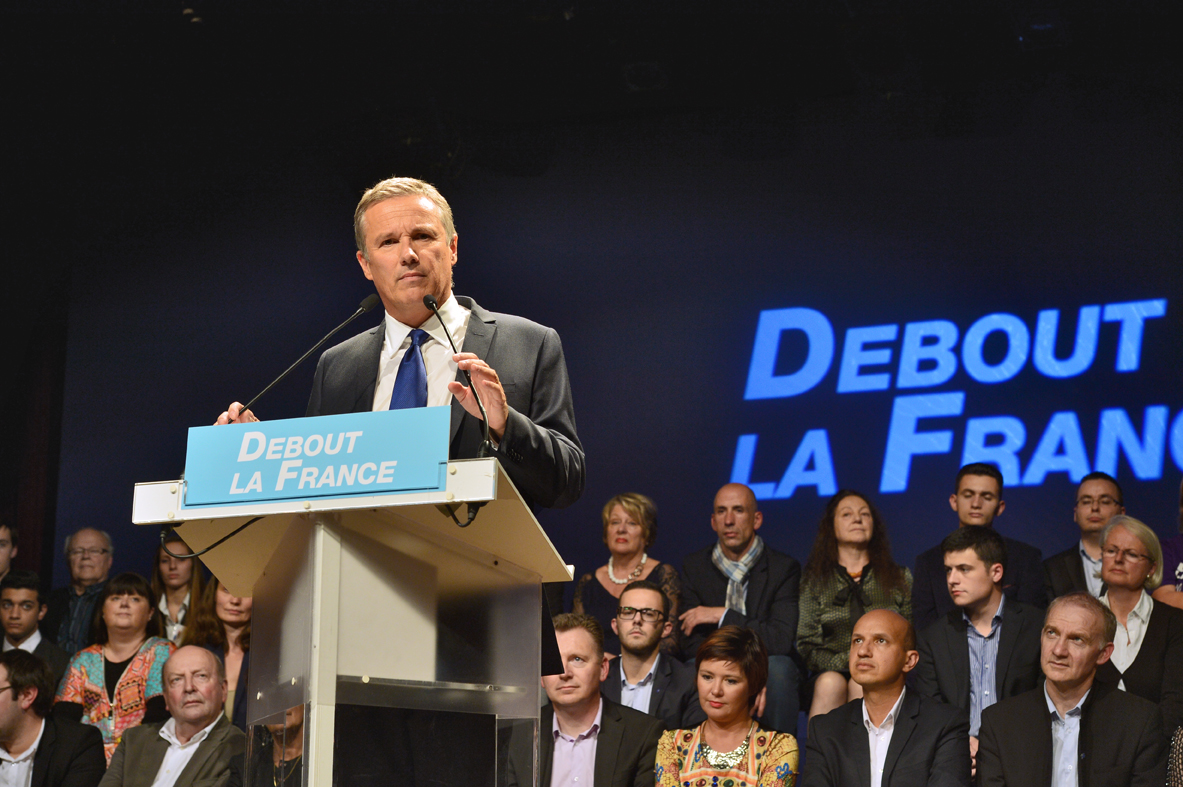
Nicolas Dupont-Aignan au congrès fondateur de Debout la France. Paris, 12 octobre 2014.

En décembre 2013, ce sont cette fois six députés, qui se déclarent rattachés financièrement à Debout la République, ainsi que quatre sénateurs,.

#### Élections législatives de 2012
Debout la République présente des candidats dans 300 circonscriptions aux législatives de 2012. Au total, malgré le manque de moyens souligné par Nicolas Dupont-Aignan et une forte abstention, les candidats rassembleront 151 935 voix. Parmi eux, 101 dépasseront le seuil de 1 % des voix. Nicolas Dupont-Aignan est réélu député de l'Essonne avec 61,4 % des voix, tandis que François-Xavier Villain est réélu avec 57,63 % des voix député du Nord.
En 2017, Debout la France présente des candidats dans environ 400 circonscriptions. Les candidats sont opposés à des candidats du Front national malgré l'alliance entre les deux partis entre les deux tours de la présidentielle. Nicolas Dupont-Aignan est le seul à se qualifier pour le second tour. Il est réélu député de l'Essonne avec 52,05 % des voix.
À l'occasion d'un congrès le 12 octobre 2014, Debout la République change de nom et devient Debout la France. Ce changement de nom est validé par 87 % des 1 300 militants présents lors du congrès refondateur. Deux anciens de l'équipe de campagne de Jean-Pierre Chevènement de 2002 prononcent les discours argumentaires : l'un en faveur du changement de nom (François Morvan) tandis que Claude Rochet s'y oppose (il quitte le parti en 2014).
Debout la France est membre du parti européen de l'Alliance pour la démocratie directe en Europe, après avoir été membre de EUDemocrats.
Lors du premier tour de l'élection présidentielle, Nicolas Dupont-Aignan obtient 4,70 % des voix, arrivant en sixième position sur onze candidats.

#### Élections européennes de 2014
À l'occasion des élections européennes de 2014, Debout la République présente des listes partout en France, sous l'appellation « Debout la France ! Ni système, ni extrêmes avec Nicolas Dupont-Aignan ». Le parti réalise un score de 3,8 % des voix, se plaçant directement après le Front de gauche, qui obtient 6,6 %. Ce score, s'il ne permet pas à Debout la République d'envoyer des députés au Parlement européen, lui assure d'être remboursé de ses frais de campagne dans toutes les circonscriptions électorales. De plus, le parti a gagné 80 000 voix entre l'élection présidentielle et les élections européennes. Il est l'un des rares mouvements à ne pas avoir perdu de voix entre ces deux élections.

#### Élections locales de 2014-2015
En 2014, Debout la République investit 132 listes, bien que Nicolas Dupont-Aignan ait affirmé que « les élections municipales ne sont pas politisées ». Il ajoute également que des listes candidates souhaitant « se revendiquer de [lui] » se présenteront comme sans étiquette, même si elles s'inscrivent en préfecture comme des listes Debout la France. Nicolas Dupont-Aignan est réélu maire de Yerres après que sa liste l’a emporté dès le premier tour du scrutin avec 77,1 % des voix exprimées.
Aux départementales de 2015, Debout la France présente des candidats dans 156 cantons, soit moins de 8 % des cantons. Il rallie plusieurs anciens conseillers généraux dont Patrick Bassot, Philippe Olivier ou encore Jean-Luc Manoury, anciens du FN, et Claude Marcou, ex-UMP. Le mouvement recueille 81 981 votes, soit 0,40 % des suffrages exprimés.
Aux élections régionales de 2015, Debout la France présente des têtes de liste dans les treize régions métropolitaines et à La Réunion. Les listes DLF obtiennent 827 262 voix, soit 3,81 % des suffrages exprimés, ce qui est considéré comme un score non négligeable et qui pourrait avoir une influence sur le second tour. Hormis à La Réunion, en Corse et en Provence-Alpes-Côte d'Azur, DLF obtient partout des scores au-dessus de 2 %, et pouvant aller jusqu'à plus de 6 %. Deux des listes obtiennent plus de 5 % des suffrages exprimés, ce qui leur donne la possibilité de fusionner avec une liste présente au second tour :
- en Île-de-France où la liste menée par Nicolas Dupont-Aignan obtient 207 280 voix, soit 6,57 % des suffrages exprimés ;
- en Bourgogne-France-Comté où la liste menée par Maxime Thiebaut obtient 49 774 voix, soit 5,17 % des suffrages exprimés.

On peut également noter, dans d'autres régions, les bons scores de Laurent Jacobelli en Alsace-Champagne-Ardenne-Lorraine (4,78 %), Alix Penloup en Centre-Val de Loire (4,58 %), Nicolas Calbrix en Normandie (4,14 %), Cécile Bayle de Jessé dans les Pays de la Loire (4,09 %), Damien Lempereur en Languedoc-Roussillon-Midi-Pyrénées (3,91 %) et Yvon Setze en Aquitaine-Limousin-Poitou-Charentes (3,35 %).
Debout la France choisit de ne pas fusionner ses listes là où il a obtenu plus de 5 % des voix et ne donne aucune consigne de vote au niveau national pour le second tour des élections régionales de 2015.

### Relatif succès et alliance avec Marine Le Pen

#### Élection présidentielle de 2017
Le 28 avril 2017, éliminé au premier tour, Nicolas Dupont-Aignan annonce son soutien à la candidature de Marine Le Pen en vue du second tour, ce qui provoque notamment le départ du parti de trois des quatre vice-présidents de son parti (Dominique Jamet, Anne Boissel et François Morvan), ainsi que d'Éric Anceau, responsable du projet, et Olivier Clodong, délégué national aux élections et premier adjoint de Dupont-Aignan à Yerres. Cette union avait été facilitée par l'entremise de l'ancien conseiller de Nicolas Sarkozy Patrick Buisson, du maire de Béziers Robert Ménard et Philippe Olivier beau-frère de Marine Le Pen et ancien de DLF.

#### Élections législatives de 2017
Aux élections législatives de 2017, aucun accord programmatique ou de répartition des circonscriptions n'ayant pu être conclu avec le FN, Debout la France présente 577 candidatures autonomes. Nicolas Dupont-Aignan enregistre en retour quelques défections comme celles de son porte-parole Laurent Jacobelli, qui est investi par le FN aux législatives, et de son directeur adjoint de son cabinet, Maxime Thiébaut, également investi par le FN aux législatives, nommé vice-président de l’association Les Patriotes fondée par Florian Philippot. Il affirme que Debout la France a enregistré plus de 2 000 adhésions dans l'entre-deux-tours.

### Perte de vitesse

#### Élections européennes de 2019
Le 25 octobre 2017, en vue des élections européennes de 2019, Nicolas Dupont-Aignan lance la plateforme « Amoureux de la France » (ADLF) sous la forme d'un site internet participatif,. Après un changement de ses statuts, ADLF devient juridiquement un parti politique en novembre 2018. Il se compose alors de DLF, du Centre national des indépendants et paysans (CNIP) et du Parti chrétien-démocrate (PCD).
Des tensions apparaissant au sein de l’alliance à quelques mois des élections européennes de 2019 entre les composantes des Amoureux de la France. En vue du scrutin, Nicolas Dupont-Aignan écarte Emmanuelle Gave en raison de tweets polémiques, ainsi que son père, Charles Gave, qui finançait sa campagne. Il peine ensuite à constituer sa liste et se voit critiqué pour sa stratégie et ses coups d’éclat médiatiques. Contrairement aux attentes, le Parti chrétien-démocrate n’est pas représenté sur la liste, son président, Jean-Frédéric Poisson, ayant été écarté. Également un temps pressentis, les députés européens sortants Bernard Monot, Sylvie Goddyn ou Joëlle Bergeron ne figurent pas sur la liste. Donnée à 8 % à la fin de l’année 2018, juste derrière la liste de LR,, la liste des ADLF voit les intentions de vote passer sous les 5 % en mars 2019.
Après le retrait du PCD, la liste devient « Le courage de défendre les Français, avec Nicolas Dupont-Aignan ». Elle obtient 3,51 % des suffrages, se plaçant en septième position et échouant à atteindre le seuil des 5 % pour avoir des élus. La liste ne franchit ce niveau que dans neuf départements.

#### Crise interne de 2019-2020
En septembre 2019, le seul vice-président resté fidèle, Patrick Mignon, démissionne, dénonçant l'« ego surdimensionné » de Dupont-Aignan. Cécile Bayle de Jessé, Anne-Sophie Frigout, Gerbert Rambaud et Philippe Torre sont alors nommés à sa place.
L’ancien porte-parole et numéro 2 du parti Jean-Philippe Tanguy et d'autres membres annoncent en novembre 2020 leur ralliement à la candidature à l'Élysée de Marine Le Pen pour 2022, en critiquant une stratégie de « l’isolement » qui conduit dans une « impasse ». Le 2 décembre suivant, une soixantaine de cadres du parti, dont notamment Anne-Sophie Frigout et Alexandre Sabatou, président des jeunes DLF, annoncent leur départ.
En novembre 2020, Alexandre Loubet commente auprès de Capital : « Depuis mars 2019 et l’échec des élections européennes (Debout la France avait réuni 3,5% des suffrages), nous assistons à l’agonie de notre parti, qui ne compterait plus que 3 000 adhérents, à cause de la stratégie incohérente du président qui refuse systématiquement toutes les alliances à même de faire gagner les idées patriotes. Nous ne pouvions plus nous taire ! ».
Selon un article du Monde de Franck Johannès publié en décembre 2020, le parti « doit cette année 250 000 euros à ses fournisseurs, et 750 000 euros à son imprimeur, payables par tranche tous les mois de mars jusqu’en 2023. Les cotisations des adhérents – 12 000 selon le président, moins de 3 000 selon les dissidents – devraient rapporter 75 000 euros en 2020, contre 195 000 euros en 2018, et les dons 245 000 euros, contre 617 000 en 2017 ». Debout la France a en outre perdu près de quatre-vingts responsables, pour la plupart partis soutenir le Rassemblement national au sein de L'Avenir français,.

#### Scrutins de 2022
En décembre 2021, le directeur de la communication et la conseillère du président de Debout la France démissionnent. En janvier 2022, le porte-parole de DLF démissionne également, se plaignant de la campagne électorale de Nicolas Dupont-Aignan qu'il juge trop centrée sur l'opposition au vaccin. D'après L'Opinion, suivant la concentration de Dupont-Aignan sur les thèmes anti-vaccins et anti-passe sanitaire, « une lassitude du sujet Covid s’est fait sentir » au sein des équipes du parti.
Nicolas Dupont-Aignan obtient durant la campagne le soutien de Florian Philippot, président des Patriotes, et de Charles-Henri Gallois, président de Génération Frexit (scission de l'UPR). Les trois formations politiques forment une coalition aux élections législatives qui suivent. Selon Philippot, DLF et les Patriotes obtiennent chacune près de 230 circonscriptions et Génération Frexit une dizaine.

## Positionnement politique

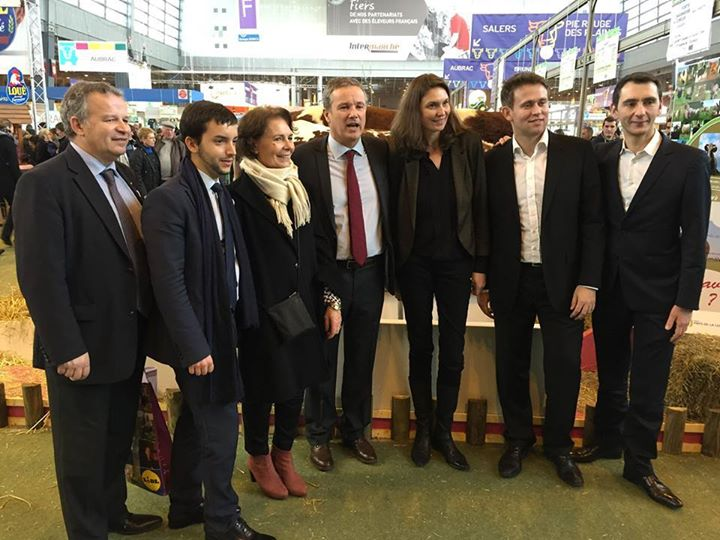
Une partie des cadres du mouvement au Salon international de l'agriculture de 2015.

Lors de l’élection présidentielle de 2012, le parti se définit comme faisant partie du courant du gaullisme social et une alternative au clivage gauche-droite.
Nicolas Dupont-Aignan dénonce en 2013 ce qu'il nomme le « système », qu'il nomme l'« UMPS » et qui diffuserait la « pensée unique » : il s’agit des partis politiques majoritaires, qu’il accuse d'avoir « échoué lamentablement ». Il refuse également l'alternative du Front national, ensemble qu'il dénomme un « trio infernal ». Il n’exclut cependant pas un rapprochement avec le FN qui partage sa ligne souverainiste et le vocable de l'opposition à « l'UMPS », le dernier obstacle étant pour lui qu'il soit un parti d'extrême droite dont Jean-Marie Le Pen est président d'honneur. Selon Le HuffPost, « Debout la République et le Front national demeurent les deux principales formations politiques souverainistes et critiquent, souvent avec les mêmes termes, l'euro, l'Union européenne et la porosité des frontières. Comme Marine Le Pen, Nicolas Dupont-Aignan estime que le clivage gauche-droite est aujourd'hui terminé et revendique une opposition des patriotes contre les mondialistes ».
Sur le plan sociétal, DLF est plutôt conservateur : opposition à l’euthanasie, à la PMA, à la GPA et à l'adoption homoparentale. Le parti souhaite également réduire très fortement l'immigration en France.
Debout la France est généralement considéré comme un parti de droite,,, de droite « dure », voire d'extrême droite,. Cependant, le 31 janvier 2020, le Conseil d'État contraint le ministre de l’Intérieur à retirer Debout la France du bloc de clivage « extrême droite » dans sa circulaire relative aux élections municipales de 2020 au motif qu'elle « méconnaît le principe d'impartialité »,.

## Programme

### Économie

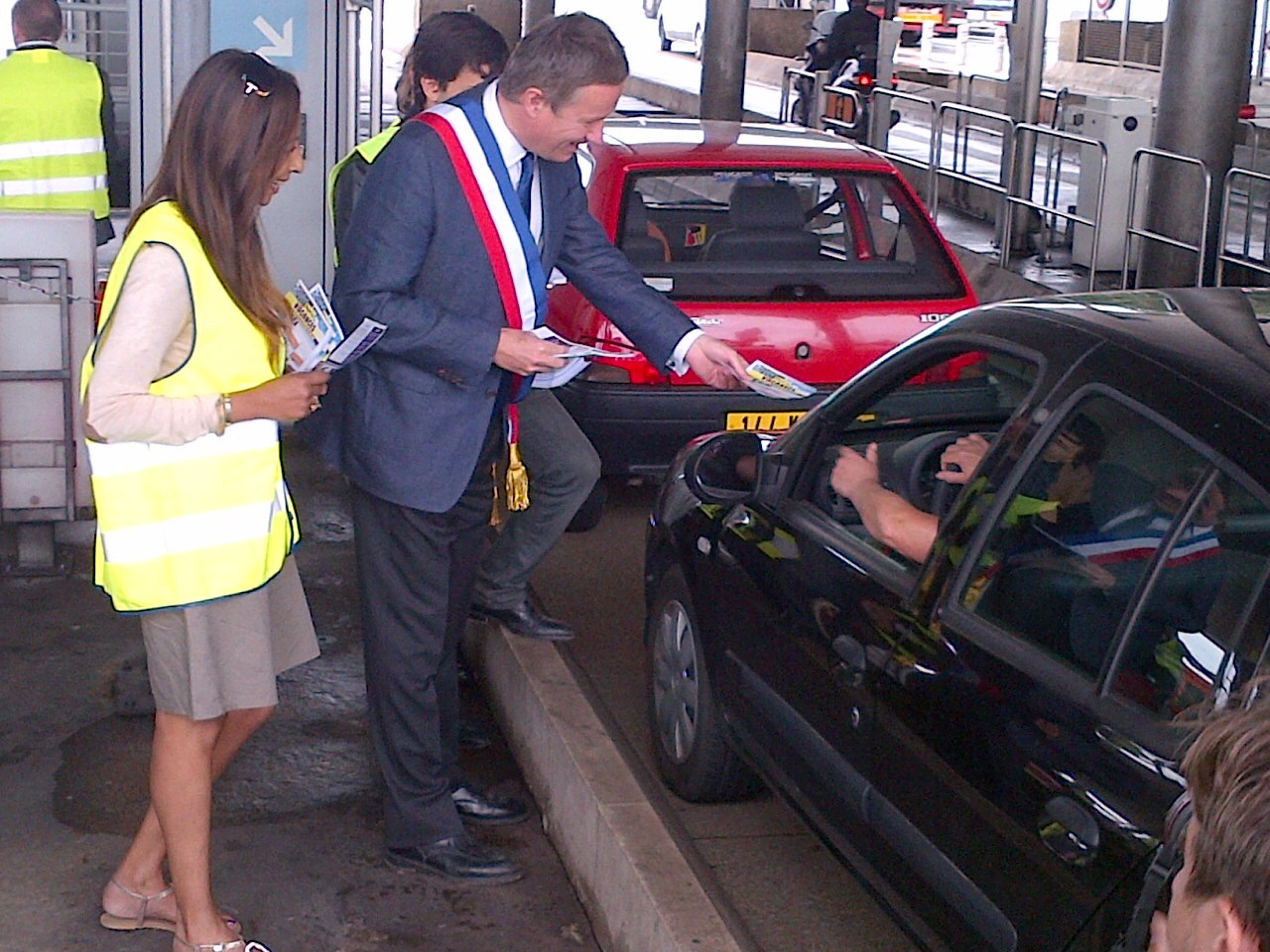
Nicolas Dupont-Aignan distribuant des tracts contre la privatisation des autoroutes, le 4 juillet 2013.

Prônant un « protectionnisme intelligent » et le « produire français », Debout la France propose des mesures dont l'objectif est de relocaliser un million d'emplois sur cinq ans. Il défend l'accord d'un bonus fiscal à destination des entreprises qui produisent et embauchent sur le territoire français. Le parti entend également mettre en place des droits de douane et quotas dont le produit serait affecté au financement de la protection sociale.
Debout la France se prononce pour le maintien de l’âge légal de départ à la retraite à 62 ans, mais souhaite passer à un système de points,.
Nicolas Dupont-Aignan est partisan d’un « État-stratège », qui puisse organiser des coopérations (voiture propre, panneau photovoltaïque de nouvelle génération, géant du numérique, recherche scientifique…) avec des partenaires européens, dans le cadre d'une « Europe des nations et des projets »,.
Après avoir défendu la fin de l’euro, le parti appelle en 2017 à un compromis sur cette question en gardant les « bons côtés » avec une « coordination monétaire » mais aussi de la « souplesse ». Il souhaite donner la possibilité à la Banque de France de monétiser la dette publique et permettre à l'État d'emprunter à taux zéro auprès de la Banque de France.
La nationalisation des autoroutes fait partie de ses propositions.

### Fiscalité

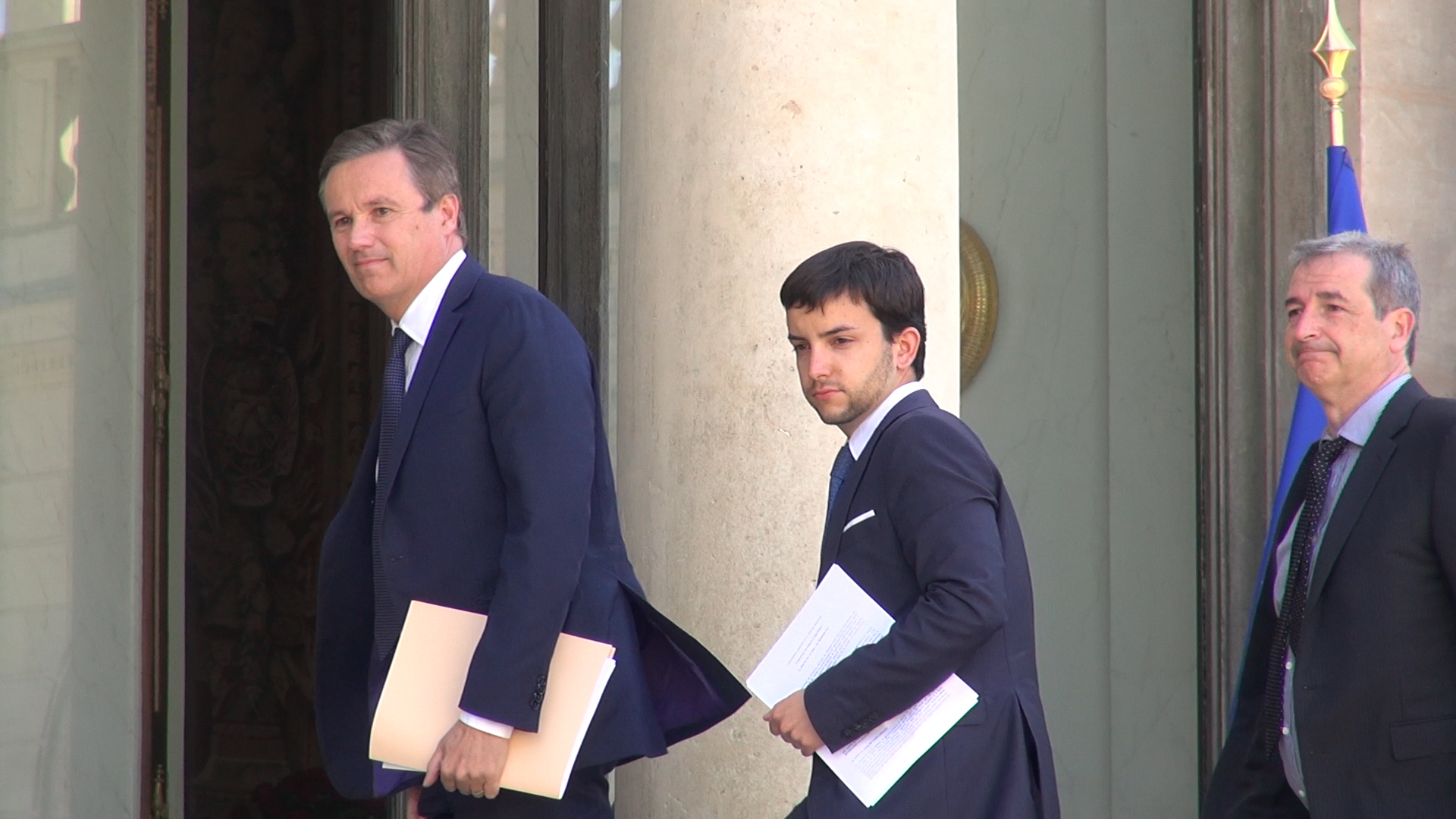
Nicolas Dupont-Aignan et des conseillers reçus au palais de l'Élysée (2014).

DLF entend réduire les niches fiscales et combattre la fraude fiscale,. La lanceuse d'alerte Stéphanie Gibaud, impliquée dans l'affaire UBS, est candidate sur la liste de DLF aux élections européennes de 2019.
Le parti demande la création d'un « impôt de citoyenneté » pour les Français établis hors de France et d’une nouvelle tranche d’impôt sur le revenu à 50 % pour les revenus les plus élevés. De plus, il réclame l'alignement de la fiscalité des revenus du capital sur celle des revenus du travail.
DLF soutient la création d'une taxe Tobin d’au moins 0,1 % sur toutes les transactions financières avec les États européens volontaires.

### Institutions
En vue de l'élection présidentielle de 2012, Dupont-Aignan promet la tenue de cinq référendums : sur la sortie de l'euro, sur une réforme de politique pénale, sur une réforme territoriale, sur une réforme de l'Éducation nationale et sur le contrôle des frontières et la régulation de l'immigration.
Pour ce qui est de l'organisation territoriale de l'État, le parti souhaite un modèle État-département-commune : il veut donc supprimer les intercommunalités et les conseils régionaux. Il se montre hostile au renforcement de la décentralisation.
DLF demande l'instauration d'une dose de proportionnelle aux élections législatives et du vote obligatoire en contrepartie d'une reconnaissance du vote blanc,. Le parti est favorable au cumul des mandats. Il appelle à ce que les personnalités reconnues coupables de corruption soient inéligibles à vie.

### Société

#### Agriculture

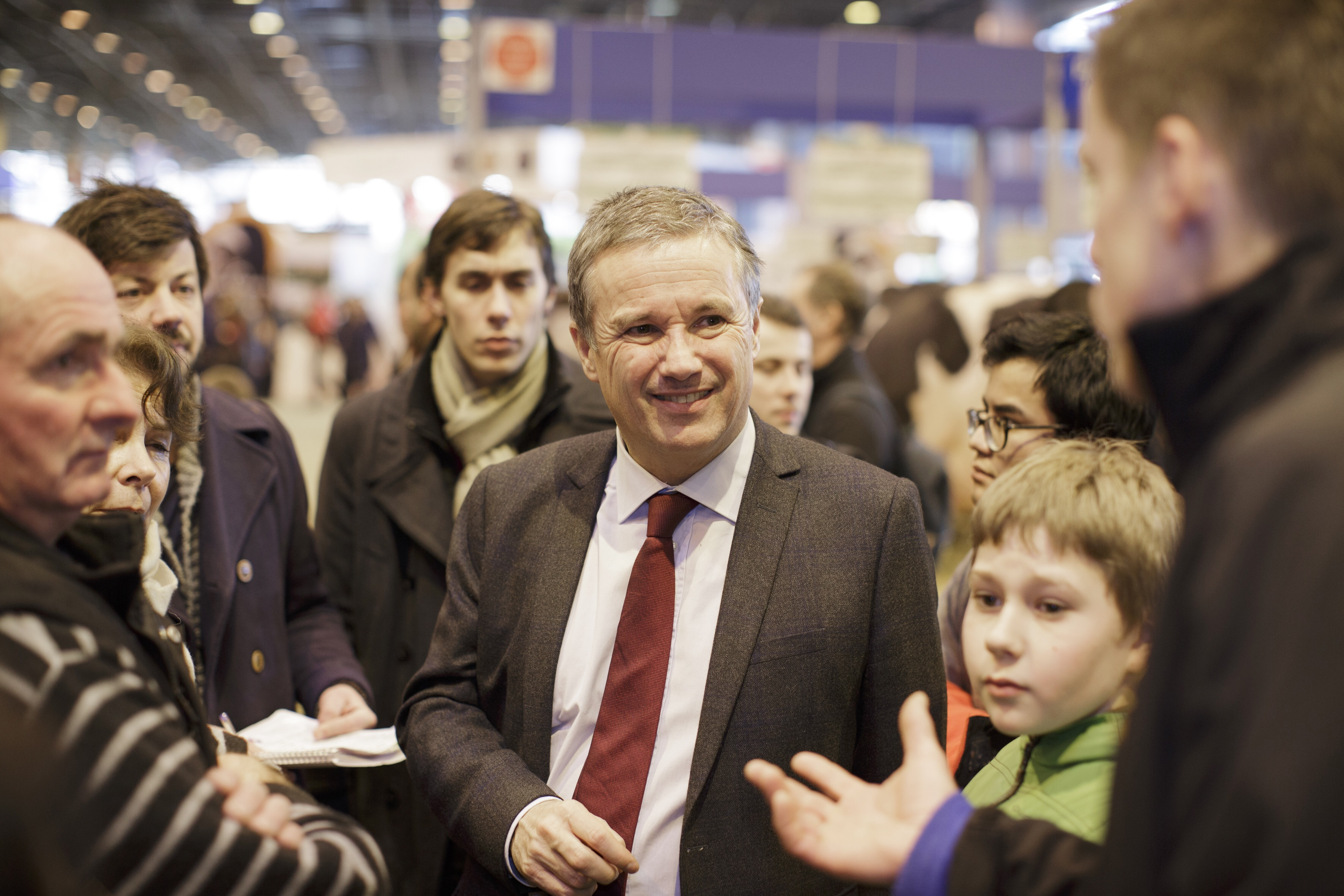
Nicolas Dupont-Aignan au Salon de l'Agriculture de 2015.

Le parti demande la restauration des aides directes aux agriculteurs en supprimant la politique agricole commune (PAC) accordée par l'Union européenne.

#### Droit de la famille
En matière sociétale, le parti adopte une ligne assez conservatrice, s'opposant à la légalisation de la PMA (du moins en-dehors des couples hétérosexuels), de la GPA, de l'euthanasie active et de l'aide au suicide (sans remise en cause de la loi Leonetti) ou de l'adoption homoparentale. Néanmoins, Nicolas Dupont-Aignan est partisan de la possibilité d'une union civile comme le PACS entre deux personnes de même sexe — plutôt que du mariage pour tous, auquel il manifeste son opposition en 2013.

#### Droits des femmes
Le parti ne se réclame pas du féminisme. Il se dit hostile à la création d'un ministère du Droit des femmes, idée que Nicolas Dupont-Aignan juge « dégradante », et à la loi sur la parité. Il se donne cependant pour objectif l'égalité salariale entre les hommes et les femmes mais veut ainsi supprimer les exonérations de cotisations des entreprises pour le temps partiel.
DLF réclame (ce qui est maintenant le cas) que chaque main courante de violences conjugales soit automatiquement communiquée au procureur. De plus, il souhaite que, dans la pratique, il y ait des ouvertures de centres d'hébergement pour les femmes victimes de violences conjugales dans chaque intercommunalité.

#### Justice et police

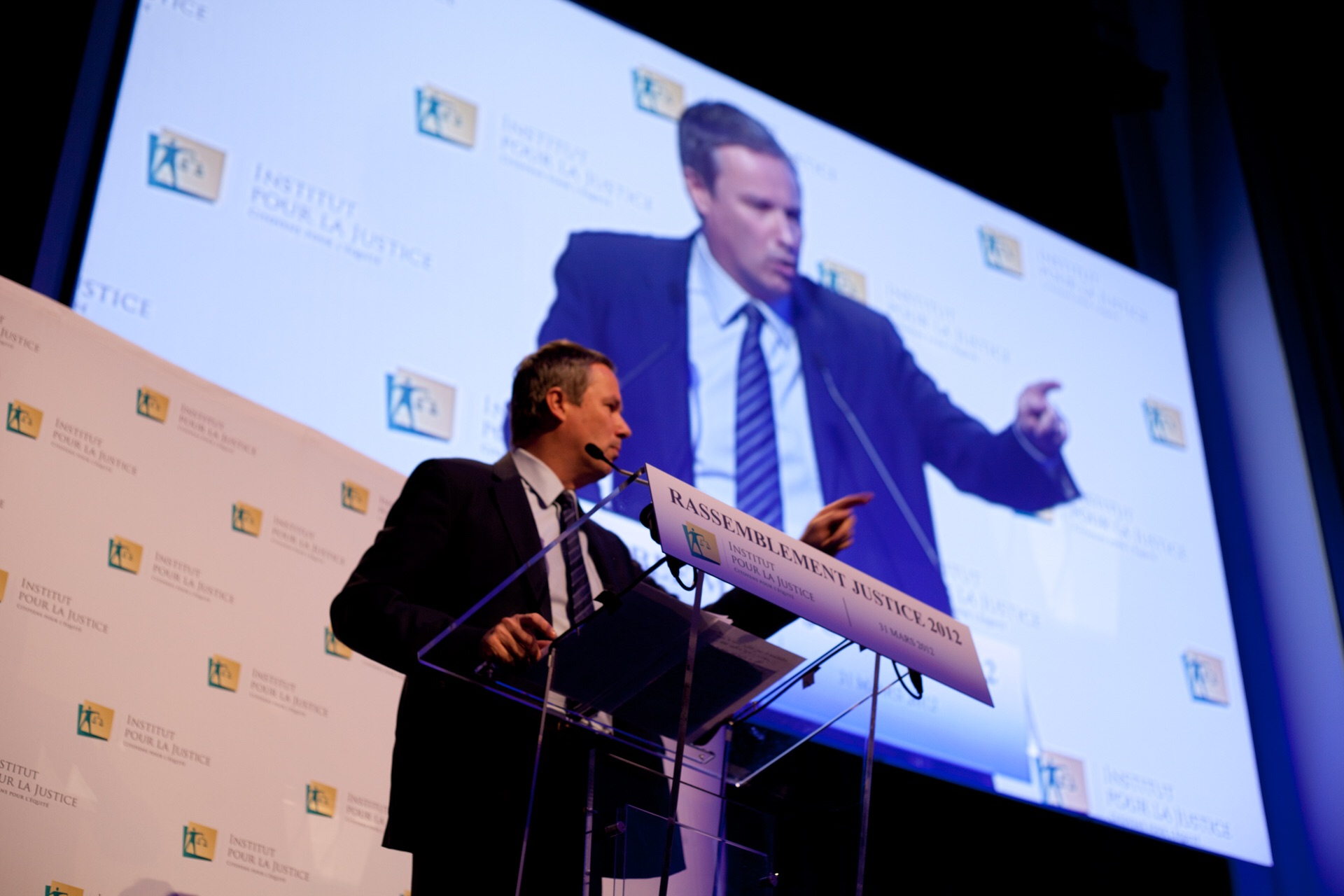
Discours de Nicolas Dupont-Aignan au Pacte pour la justice en 2012.

Il dénonce régulièrement un « laxisme » vis-à-vis des criminels. Face au terrorisme, Nicolas Dupont-Aignan demande la réouverture du bagne de Cayenne. Il défend en 2017 l'isolement des détenus radicalisés aux îles Kerguelen et s'oppose au rapatriement des djihadistes de nationalité française.

#### Environnement
Nicolas Dupont-Aignan demande la fermeture des centrales nucléaires « vieillissantes » situées dans des zones sismiques et le renforcement de la recherche sur les centrales de quatrième génération. Il souhaite un rééquilibrage de la filière énergétique en fonction du coût, de la sûreté et du respect de l’environnement en développant les énergies renouvelables (notamment le solaire). Le parti demande ainsi la réquisition de Total pour mieux réguler le prix de l'essence et pour qu’une partie de ses bénéfices soit consacrée à la transition énergétique. Il propose aussi un bonus-malus afin de lutter contre les « comportements pollueurs ».
Nicolas Dupont-Aignan se présente en partisan des droits des animaux. En revanche, il défend le maintien de la chasse. Il reçoit le soutien de Brigitte Bardot pour avoir demandé que le cheval soit reconnu comme animal de compagnie. Selon le site politique-animaux.fr, Debout la France est le seul parti de la droite française à se positionner « pour les animaux » sur les thématiques les concernant.

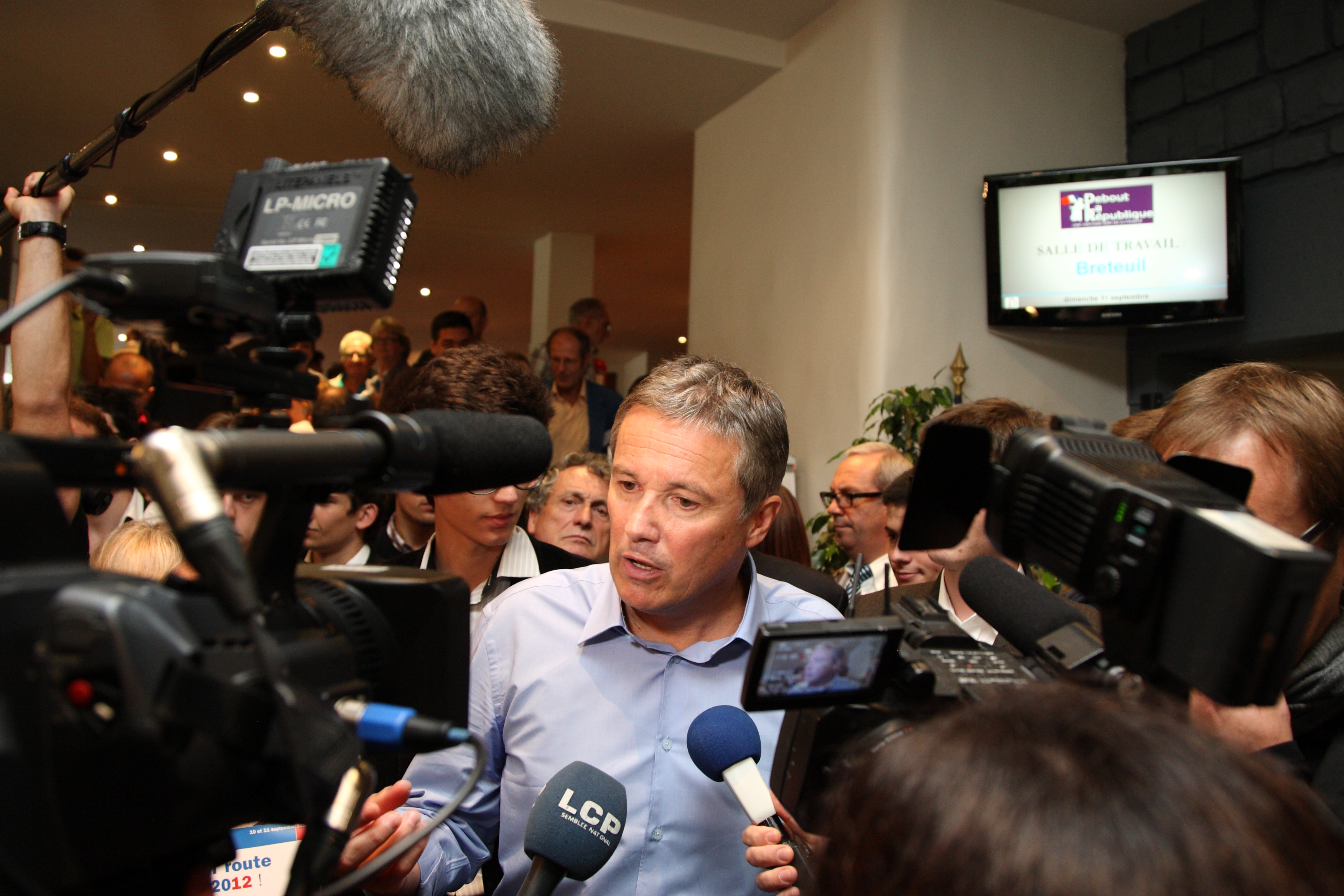
Nicolas Dupont-Aignan en 2011.

### Politique étrangère
Pour DLF, la France doit sortir de l'OTAN afin de retrouver une politique militaire souveraine. Nicolas Dupont-Aignan s’est opposé à l'intervention de la France en Afghanistan, en Irak et en Libye,.
DLF ne tient pas des positions pro-israéliennes dans le cadre du conflit israélo-palestinien. En 2014, le parti a soutenu la reconnaissance de l’État de Palestine et a condamné les opérations militaires israéliennes contre le Hamas.
Concernant la Russie et la guerre en Ukraine, le parti, quoique n'entretenant pas les liens avec le Kremlin du Rassemblement national, appelle à ne pas entrer en guerre contre la Russie et à se mobiliser pour éviter cette situation. Il différencie cependant cela du soutien à l'Ukraine, mais ne défend pas une attitude de mobilisation militaire directe et souhaite un apaisement et un resserrement des relations diplomatiques franco-russes, affirmant la nécessité d'une grande alliance, en faveur de la paix. Nicolas Dupont-Aignan se déclare « totalement neutre » concernant Vladimir Poutine le 26 mars 2024.

## Logotypes

Logotype de DLR en 2005[131].
Logotype de DLR de 2012 à 2014.
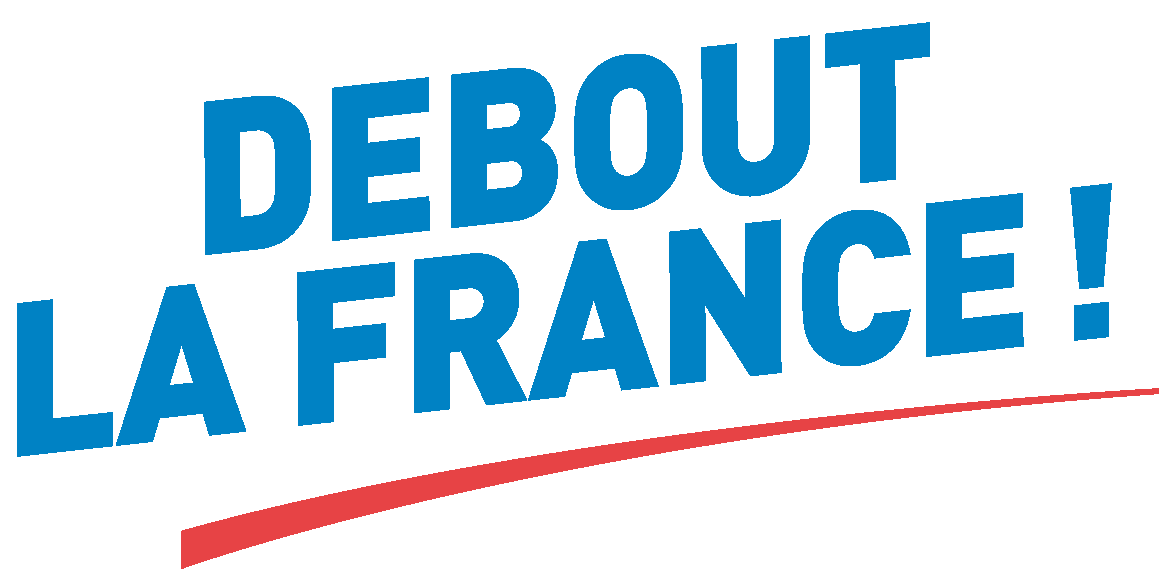
Logo de Debout la France de 2017 à 2022.
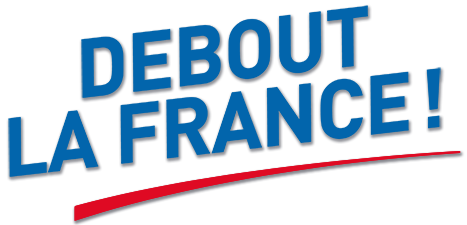
Logo de Debout la France depuis 2022.

## Positionnement stratégique

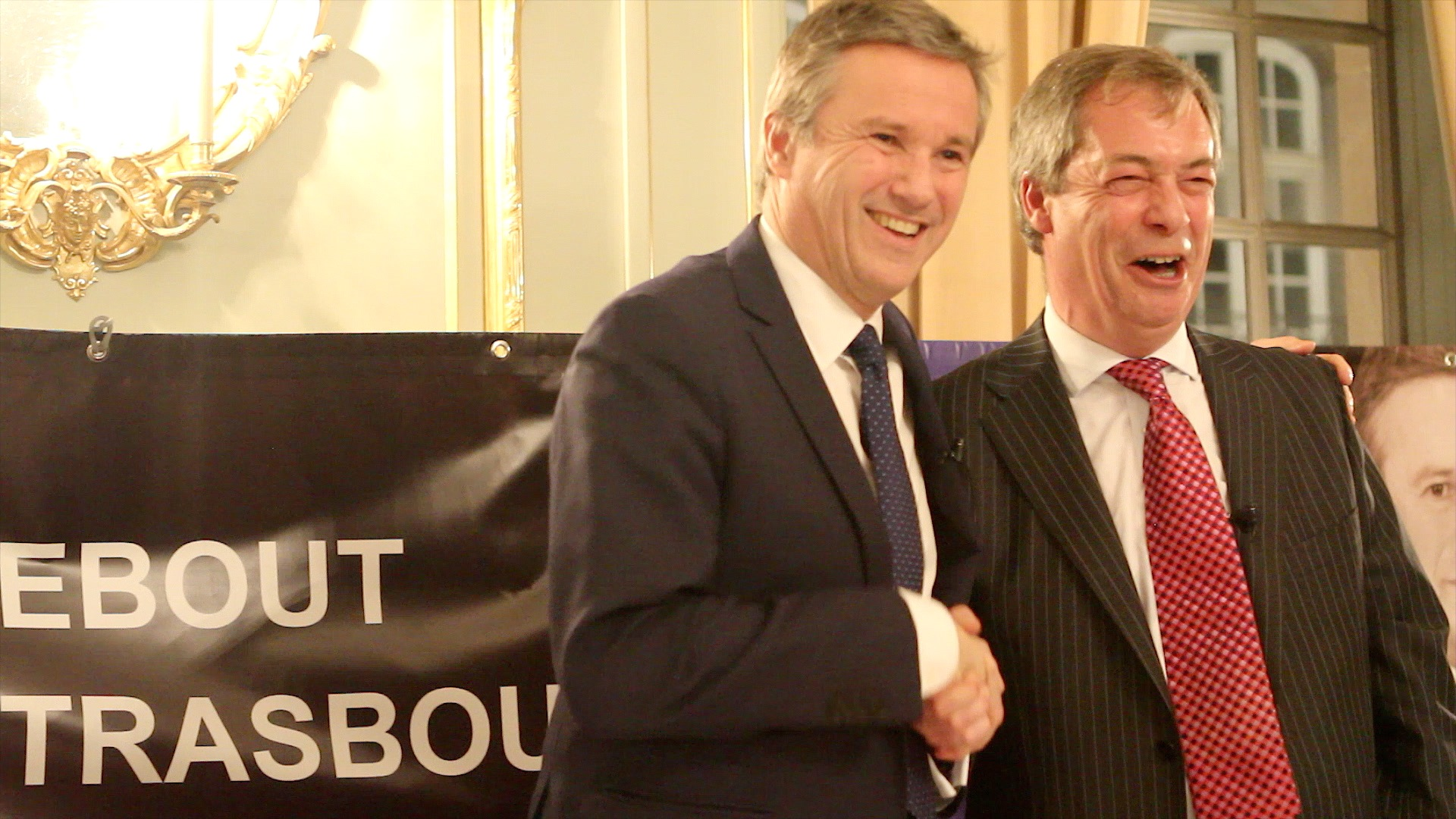
Nicolas Dupont-Aignan et Nigel Farage à Strasbourg, le 6 décembre 2013.

Sur le plan européen, il est l'allié de l'UKIP de Nigel Farage en Grande-Bretagne, des Grecs indépendants du ministre de la Défense Pános Kamménos en Grèce. En mai 2013, son parti tient un meeting sur l'Europe regroupant des personnalités eurosceptiques (Nigel Farage, Timo Soini, Slavi Binev) issus : de l'UKIP, des Vrais Finlandais, de l'Union nationale Attaque.

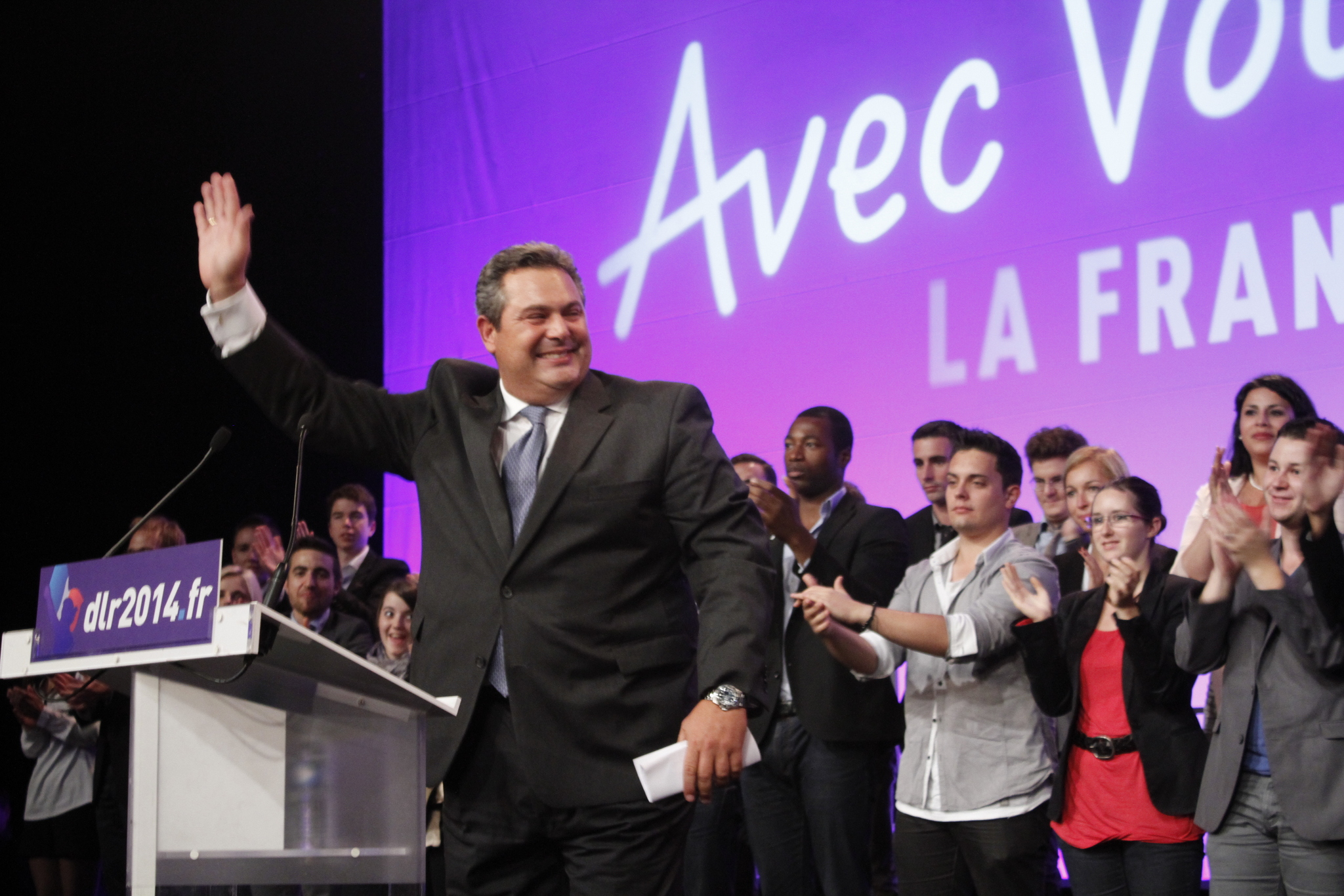
Pános Kamménos, président des Grecs indépendants, au congrès de Debout la République en 2013.

Par la suite, il a toujours tenu à marquer sa différence avec le FN, évoquant même de possibles listes d'union avec le MRC aux élections européennes de 2014. Debout la République se présentera cependant seul, toutefois allié au niveau européen avec l'UKIP, parti eurocritique.
Le parti soutient en 2014 la candidature de Robert Ménard à la mairie de Béziers où ses membres figurent sur sa liste, aux côtés. À l'occasion des européennes de 2014, Nicolas Dupont-Aignan se rapproche d'Éric Zemmour à qui il propose d'être candidat dans la région Ile-de-France avant que ce dernier refuse.
Depuis 2014, DLF entretient des liens avec la Ligue du Sud, parti localiste identitaire présidé par le député-maire d'Orange Jacques Bompard. Ce dernier s'étant rattaché à la formation souverainiste pour des raisons financières, Dupont-Aignan a voulu nuancer le positionnement de cet ancien membre du bureau politique du FN : « Bompard n’est pas d’extrême droite, il est de droite ». Lors des départementales de 2015, DLF et la Ligue du Sud ont présenté plusieurs binômes communs dans le Vaucluse et les Alpes-de-Haute-Provence.
Après la victoire de SYRIZA en Grèce en 2015, Nicolas Dupont-Aignan n'écarte pas l'hypothèse de participer à un gouvernement mené par le Front de gauche « si c'est pour sauver la France ».
Nicolas Dupont-Aignan refuse de participer à la primaire de la droite et du centre dont il qualifie le scénario d'« écrit d'avance ». Entre les deux tours de l'élection présidentielle de 2017, Nicolas Dupont-Aignan conclut une alliance avec Marine Le Pen, qui indique qu'il sera son Premier ministre en cas de victoire. Un accord est également annoncé à cette occasion en vue des législatives : portant d'abord sur 120 circonscriptions, il se réduit rapidement à 50 avant d'être abandonné. Néanmoins, plusieurs cadres de DLF se présentent sous les couleurs du FN à cette occasion : Le Figaro estime que le parti « a été noyauté par des cadres pro-FN », en particulier par une jeune garde proche de celle de Florian Philippot. Ce choix stratégique entérinant un nouveau rapprochement vers l'extrême-droite et le FN et ranchant avec les anciennes déclarations de Dupont-Aignan fustigeant le caractère divisionnaire du FN et opposé à sa volonté de rassembler les Français, ne semble pas avoir d'influence sur les effectifs des adhérents : en janvier 2018, Nicolas Dupont-Aignan indique avoir reçu 5 000 nouvelles adhésions depuis mai 2017, « pour seulement 222 cartes d’adhérent renvoyées ».

## Structures et fonctionnement

### Direction

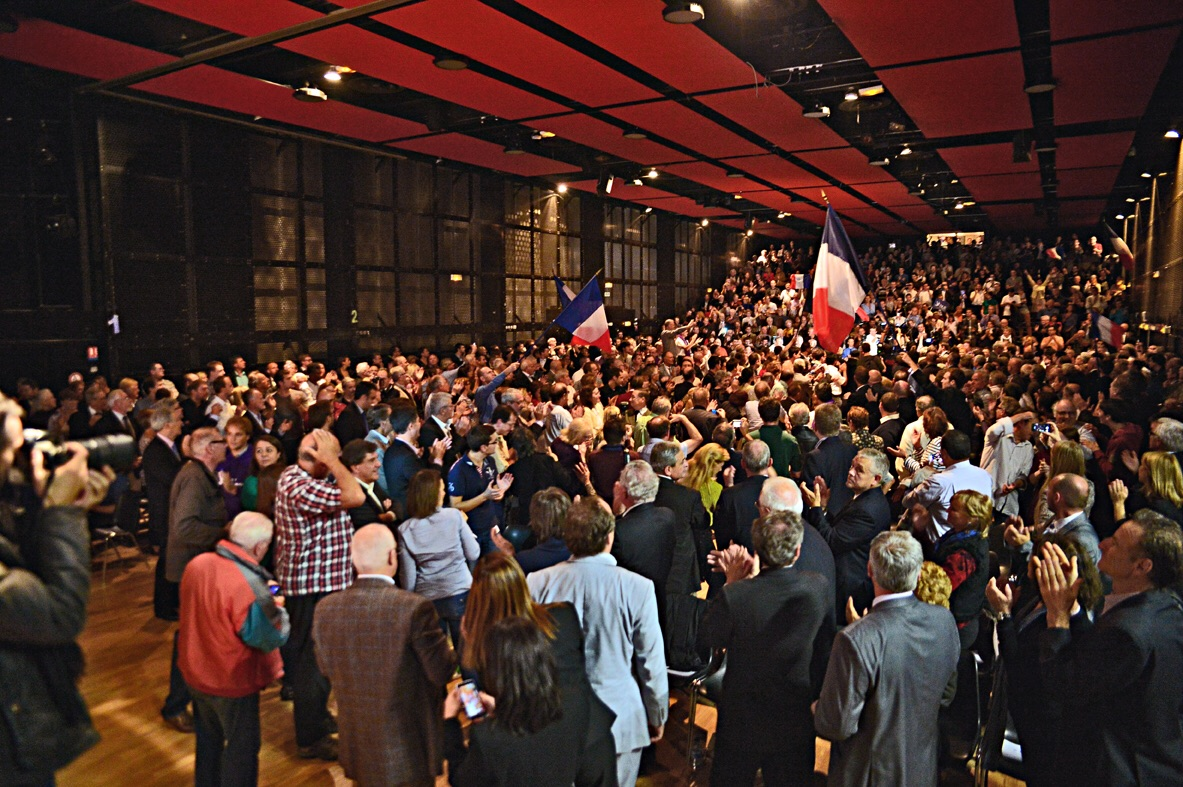
Congrès de Debout la France le 12 octobre 2014.

Le 1er octobre 2019, Nicolas Dupont-Aignan nomme un nouveau bureau national pour Debout la France Les vice-présidents sont Gerbert Rambaud, Anne-Sophie Frigout, Philippe Torre et Cécile Bayle de Jessé. Claude Lévy est nommé trésorier, et Benjamin Cauchy et Jean-Philippe Tanguy sont nommés porte-paroles. À cette équipe viennent s'ajouter les secrétaires et les délégués nationaux ainsi que le président des Jeunes de Debout la France,.
Le 9 novembre 2019, Dupont-Aignan est réélu président du parti, avec 97,6 % des voix, sans opposition. Les bulletins blancs représent 1,7 % des votes et les nuls 0,7 %. Les électeurs sont au nombre de 8 183, pour 15 632 inscrits.

### Adhérents
Le parti revendique 15 632 adhérents en novembre 2019, soit 4 500 de moins que l'année précédente.
En novembre 2020, Alexandre Loubet commente auprès de Capital : « notre parti » « ne compterait plus que 3 000 adhérents ».

### Debout les jeunes

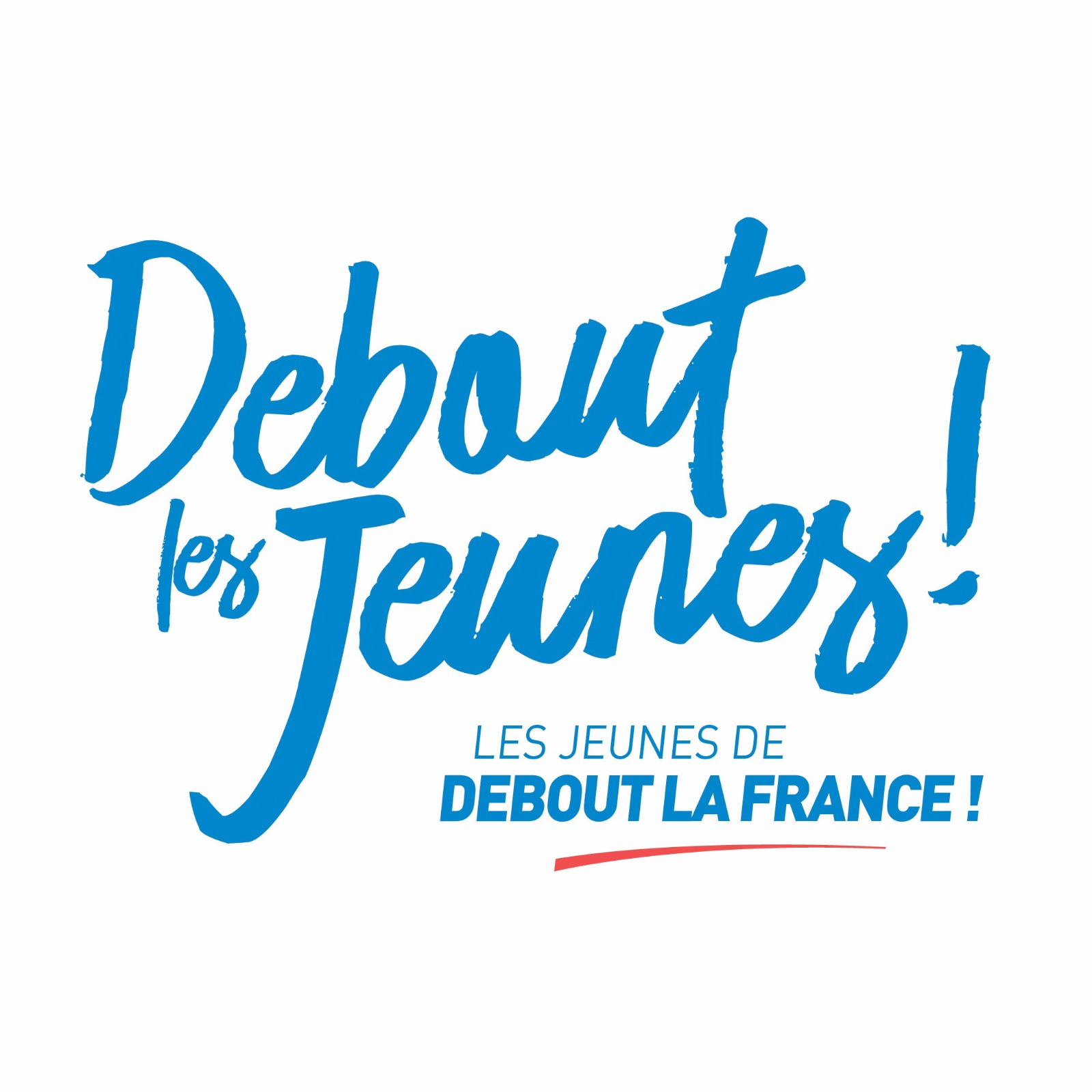
Logo de Debout les jeunes.

Debout les jeunes (DLJ) est le mouvement jeune de Debout la France. Son assemblée générale fondatrice a lieu le 12 septembre 2009, aux universités de rentrées de Debout La République, à Dourdan dans l'Essonne.
| Dates       | Nom                 |
| ----------- | ------------------- |
| 2009-2011   | Laurent Seurot      |
| 2011-2012   | Bruno Potier        |
| 2012-2015   | Nicolas Calbrix     |
| 2015-2018   | Alexandre Loubet    |
| 2018-2019   | Valentin Rebuffat   |
| 2020        | Alexandre Sabatou   |
| 2020        | Nicolas Dalmasso    |
| 2020-2021   | Marian de Gueiffier |
| Depuis 2021 | Yann Poinsenet      |

## Personnalités
Durant la législature 2017-2022, le parti possède deux députés : Nicolas Dupont-Aignan et José Évrard de 2020 à 2022. Marie-France Lorho, de la Ligue du Sud, y est quant à elle rattachée.

## Résultats électoraux

### Élections présidentielles
| Année | Candidat              | 1er tour  | 1er tour | 1er tour |
| Année | Candidat              | Voix      | %        | Rang     |
| ----- | --------------------- | --------- | -------- | -------- |
| 2012  | Nicolas Dupont-Aignan | 643 907   | 1,79     | 7e       |
| 2017  | Nicolas Dupont-Aignan | 1 695 000 | 4,70     | 6e       |
| 2022  | Nicolas Dupont-Aignan | 725 176   | 2,06     | 9e       |

### Élections législatives
| Année | 1er tour | 1er tour | 1er tour | 2e tour | 2e tour | 2e tour | Sièges  | Gouvernement        |
| Année | Voix     | %        | Rang     | Voix    | %       | Rang    | Sièges  | Gouvernement        |
| ----- | -------- | -------- | -------- | ------- | ------- | ------- | ------- | ------------------- |
| 2012  | 151 935  | 0,59     | 14e      | 54 530  | 0,24    |         | 2 / 577 | Opposition          |
| 2017  | 265 451  | 1,17     | 13e      | 17 344  | 0,10    | 16e     | 1 / 577 | Opposition          |
| 2022a | 122 780  | 0,54     | 20e      | 19 306  | 0,09    | 38e     | 1 / 577 | Opposition          |
| 2024  | 88 432   | 0,28     | 20e      | 18 672  | 0,07    | 49e     | 0 / 577 | Extra-parlementaire |

a Au sein de l'UPF.

### Élections régionales
| Année | 1er tour | 1er tour | Conseillers | Présidents |
| Année | Voix     | %        | Conseillers | Présidents |
| ----- | -------- | -------- | ----------- | ---------- |
| 2010  | 144 942  | 0,74     | 0 / 1749    | 0 / 26     |
| 2015  | 827 262  | 3,81     | 0 / 1757    | 0 / 17     |
| 2021  | 94 937   | 0,65     | 2 / 1757    | 0 / 17     |

### Élections départementales
| Année | 1er tour | 1er tour            | 1er tour            | 2d tour | 2d tour             | 2d tour             | Conseillers | Présidents |
| Année | Voix     | %                   | Rang                | Voix    | %                   | Rang                | Conseillers | Présidents |
| ----- | -------- | ------------------- | ------------------- | ------- | ------------------- | ------------------- | ----------- | ---------- |
| 2011  | NC       | NC[réf. nécessaire] | NC[réf. nécessaire] | NC      | NC[réf. nécessaire] | NC[réf. nécessaire] | 7 / 2026    | 0 / 101    |
| 2015  | NC       | 0,40                | 13e                 | NC      | 0,05                | 17e                 | 5 / 4042    | 0 / 101    |

### Élections européennes
| Année | Voix    | %    | Rang | Sièges | Tête de liste                    |
| ----- | ------- | ---- | ---- | ------ | -------------------------------- |
| 2009  | 304 585 | 1,77 | 10e  | 0 / 72 | Circonscriptions interrégionales |
| 2014  | 724 441 | 3,82 | 7e   | 0 / 74 | Circonscriptions interrégionales |
| 2019  | 795 508 | 3,51 | 7e   | 0 / 79 | Nicolas Dupont-Aignan            |